# While She Sleeps
While She Sleeps је британски металкор бенд из Шефилда. Бенд је настао 2006. године и основан је од стране вокалисте Џордана Вилоусона, гитариста Метa Велшa и Шонa Лонгa басисте Ерона Мекензијa и бубњара Бена Севеџа. Oд 2009. године бенд није мењао састав чланова од како је Лоренс Тејлор на вокалима.
Тренутно су потписани за своју издавачку кућу Sleeps Brothers у Великој Британији и у сарадњи са Spinefarm Records из САД-а и UNFD-ом у Аустралији. Објавили су три EП-ова, „And This Is Just The Start“, „Split“ и „The North Stands For Nothing“ и четири студијска албума, „This Is The Six“, „Brainwashed“, „You Are We“ и „So What?”

## Историја
While She Sleeps су се први пут саставили 2006- године као бенд у ком се сви заједно расли и ишли у школу.

### And This Is Just The Start- Split (2006–2011)
Свој први материјал објавили су 2006. године под називом „And This Is Just The Start“, без издавачке куће.
Њихово последње издање са Видоусоном на вокалима је била епизода „Split“ снимљена у сарадњи са бендом Andwiththestars и билa је ограниченa на само 100 примерака.
Затим, оригинални вокалиста Видоусон напушта бенд како би се посветио радним обавезама, а Лоренс Тејлор га замењује.

### The North Stands For Nothing- This Is the Six (2012–2014)
Следеће издање, са Лоренсом на вокалима, је била епизода „The North Stands For Nothing“, издата 26. Јула 2010. Песме „Crows“ и  „Be(lie)ve“ су заинтригирале одређен део публике, што им је омогућило да у договору са Good Fight Musicom-ом дистрибуирају песме у САД. Уследиле су турнеје са бројним наступима, где су по први пут делили бину са Bring Me The Horizon, Burry Tomorrow и Feed The Rhino.
Њихов дебитни албум „This Is the Six“ је објављен 13. августа 2012. године, за који су добили Kerrang! награду за најбољег британског новајлију. Након што је албум био снимљен бенд је потписао уговор са Search and Destroy Records преко кога су издали албум. Њихова популарност је расла а тако и број наступа. Иако су били на турнејама пре, по први пут су добили главну бину на чак 9 наступа у Великој Британији где су их подржавали бендови Polar, Crossfaith и Bleed From Within. 

### Brainwashed (2014–2016)
У току турнеје 2013. године у Америци, бенд је потврдио да раде на другом студијском албуму, мада у другом делу 2013. године Тејлор је повредио своје гласне жице због неправилне технике певања, а бенд је био приморан да откаже све наступе до 2014. како би Тејлор могао да оде на операцију и да се опорави. 
Албум „Brainwashed“ је угледао светлост дана 23. марта 2015. и поново се вратио наступима. Жељни километара и доказивања бенд је између много европских градова посетио и Београд, 6. новембра 2016. године, уз подршку британског Blood Youth и новосадског састава FYN. Концерт се одржао у Дому Омладине.

### You Are We (2016–2018)
Почетком 2016. године бенд је поменуо да су почели са писањем трећег студијског албума, а 29. јула су потврдили да су направили студио у закупљеном складишту који су сами направили, како би снимили албум.
Дана 4. септембра те године су издали песму „Civil Isolation“, а 12. септембра су покренули PledgeMusic кампању која се заснивала на донацијама слушалаца тиме најавивши да албум издају самостално преко приватне издавачке куће, што је означило крај сарадње са тренутном издавачком кућом.
Са објавом сингла „Hurricane“ бенд је најавио сарадњу са независном медијском кућом UNFD из Аустралије, а њега је пратио сингл Silence Speaks где је Oliver Sykes из Bring Me The Horizon придружио на вокалима.
Дана 21. априла „You Are We“ је свима био доступан у својој целости, освојивши добар део нових слушалаца и награду за најбољи албум године од стране Heavy Metal Music Awards.

### So What? (2018–данас)
Промоцију свог четвртог издања, који је још био у процесу снимања, бенд је извео тако што су обукли једну особу у бело ХТЗ одело, са белом гас маском. Особа је делилa USB меморије на разним локацијама у Енглеској који је садржао исечак песме „Anti-Social“, првог сингла са овог албума чија је премијера била 28. октобра 2018. на BBC ROCK RADIO SHOW.
Музички видео „Anti-Social“ је открио име албума, „So What?“ по први пут, и најавио га за 1. март 2019. Бенд је хтео потпуну контролy са креативношћу тако да су издали албум кроз „Sleeps Brothers у сарадњи са Spinefarm Records. 21. децембра, бенд је издао Сингл са спотом, „Haunt Me“ за чију је режију и монтажу био задужен басиста Мекензи. 30. Јанура су издали последњи сингл називом „The Guilty Party“. Од изласка „So What?“, бенд је издао још један сингл, „Fakers Plague“ који је у склопу идућег албума.

## Чланови Бенда

### Тренутни Чланови
- Лоренс Тејлор - Вокал (2009-данас)
- Мет Велш - Ритам гитара, вокал (2006-данас)
- Шон Лонг - Соло Гитара, вокал (2006-данас)
- Аран Мекензи - Бас Гитара. вокал (2006-данас)
- Бен Севеџ - Бубњеви (2006-данас)

### Бивши чланови
- Џордан Вилоусон - Вокал (2006—2009)

## Дискографија

### Студијски Албуми
- „This Is the Six“ (2012)
- „Brainwashed“ (2015)
- „You Are We“ (2017)
- „So What?“ (2019)
- „Sleeps Society“ (2021)

### ЕП
- „And This Is Just The Start“ (2006)
- „Split“ (2009)
- „The North Stands For Nothing“ (2010)